# Бранко Костић
Бранко Костић (Рваши, код Цетиња, 28. август 1939 — Подгорица, 20. август 2020) био је југословенски политичар, привредник, универзитетски професор. Као в.д. председника Председништва СФРЈ био је последњи на тој функцији.

## Биографија
Завршио је Економски факултет 1962, магистрирао 1977, докторирао 1980; све на Економском факултету у Београду.
Обављао је бројне одговорне политичке функције у доба Социјалистичке федеративне републике Југославије (СФРЈ):
- Предсједник Централног комитета Савеза омладине Црне Горе (1963—1968)
- Потпредсједник Извршног вијећа (Владе) Црне Горе (1986—1989)
- Предсједник Предсједништва СР Црне Горе (1989—1991)
- Делегат (посланик) у Скупштини СФРЈ и предсједавајући делегације Црне Горе у Вијећу република и покрајина (1991)
- Потпредсједник Предсједништва СФРЈ и касније вршилац дужности предсједника Предсједништва СФРЈ (од половине маја 1991. до половине јуна 1992. године, када је та функција укинута).[1]

Као предсједник Предсједништва Црне Горе био је предсједник Одбора за пренос посмртних остатака краља Николе и чланова краљевске породице из Сан Рема на Цетиње.
Седамдесетих година 20. вијека изградио је каријеру у привреди и његово име се везује за најуспјешније године раста и развоја тада највећег предузећа у Црној Гори. Био је савјетник, а затим комерцијални (1969—1974) и генерални директор Комбината алуминијума у Титограду (1974—1978).
Након напуштања Комбината алуминијума наставио је каријеру на Универзитету Црне Горе. Био је научни савјетник у Институту за техничка истраживања, један од оснивача Грађевинског факултета и редовни професор економских предмета на свим техничким факултетима, до одласка у пензију 2003. године. Потпуни приказ објављених радова је дат у његовој био-библиографији у Споменици Грађевинског факултета (Споменица, 2000).
Говорио је руски и француски, а служио се енглеским језиком. Умро је 20. августа 2020. у Подгорици.
Био је носилац Ордена рада са златним вијенцем и Плакете за допринос очувању југословенске државности и афирмацији етничких и самоопредијељених Југословена.

## Објављене књиге
-“Алуминијум и технички прогрес“, Институт за техничка истраживања – Технички факултети, Титоград, 1981
-„1991 – Да се не заборави“, Филип Вишњић, Београд и Ободско слово, Ријека Црнојевића, 1996
- „Записи“, Ваша Књига, Београд, Пегаз, Бијело Поље, 2005
-„Истина о разбијању Југославије – Моје свједочење у Хагу“, Пегаз, Бијело Поље, 2010
-„Цеклински риболови“, 2011
-„Костићи: братство у Цеклину, Стара Црна Гора ; родослов (од око 1490. до 2013)", 2014
-„Нијесам погазио заклетву : интервјуи, говори, изјаве Том 1 & 2“, Пегаз, Бијело Поље, 2015